# FreeBASIC
FreeBASIC är en 32-bits BASIC-kompilator utgiven med öppen källkod (GPL). Den har konstruerats för att vara syntaxkompatibel med QuickBASIC, och samtidigt utöka språket och dess funktioner.
Trots att kompilatorn fortfarande är på beta-stadiet kan FreeBASIC redan användas i riktiga tillämpningar. Kompilatorn, som består av nästan 62 000 rader kod, kan kompilera sig själv. Den första versionen av FreeBASIC skrevs av denna anledning i Visual Basic.